# Calpi (parroquia)
Calpi es una parroquia rural del Cantón Riobamba, en la provincia de Chimborazo. Significa: “ Río de la araña”. Es un pueblo antiguo donde vivían varias parcialidades o ayllus como los Calpi o Cápac.
Se encuentra ubicada a 15 minutos de la ciudad de Riobamba capital de la provincia, vía al Sur junto a la carretera Panamericana, es el lugar en el que se unen las carreteras con destino a la costa, la parte sur de la serranía y la vecina ciudad de Guaranda.
Atractivos turísticos: Iglesia y fiestas en honor al patrono Santiago, en noviembre; artesanías en lana de borrego.

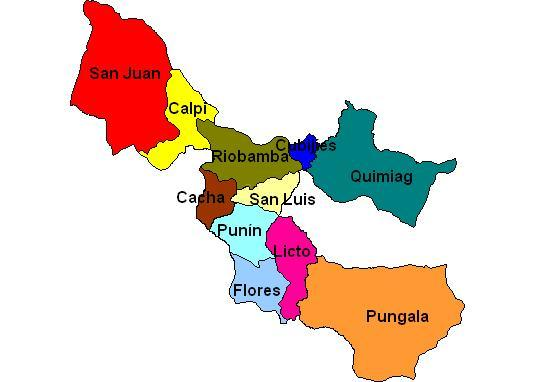
Localización de las parroquias rurales en el cantón Riobamba.

## Características demográficas
De acuerdo con el Sistema Integrado de Indicadores Sociales del Ecuador, SIISE, la pobreza por necesidades básicas insatisfechas, alcanza el 79,76% de la población total de la parroquia, y el 50,13 % de pobreza extrema. Pertenecen a la población económicamente activa: 2120 habitantes.
Según los datos presentados por el Instituto Ecuatoriano de Estadísticas y Censos (INEC), del último Censo de Población y Vivienda (2010), realizado en el país, Calpi presenta una población predominantemente joven, a expensas de los grupos de edad comprendidos entre 0 a 14 años, con un total de 6469 de la población de la parroquia.
La población femenina alcanza el 54,21%, mientras que la masculina, el 46,79%. El analfabetismo en mujeres se presenta en 31,67%, mientras que en varones: 15,51%.
- Tienen acceso a la red de alcantarillado, el 3% de las viviendas.
- Servicio higiénico exclusivo, el 33% de los hogares,
- Servicios de recolección de basura el 0,14%
- Agua entubada por red pública dentro de la vivienda: 23%.
- Energía Eléctrica 87% y
- Servicio telefónico 11%.

Déficit de servicios residenciales básicos 60% de las viviendas.